# Jezioro Witankowskie
Jezioro Witankowskie – jezioro w woj. zachodniopomorskim, w pow. wałeckim, w gminie Wałcz, położone na zachód od wsi Witankowo, leżące na terenie Pojezierza Wałeckiego.
Według urzędowego spisu opracowanego przez Komisję Nazw Miejscowości i Obiektów Fizjograficznych (KNMiOF) nazwa tego jeziora to Jezioro Witankowskie. W różnych publikacjach i na mapach topograficznych jezioro to występuje pod nazwą Jezioro Linowe lub też Linowo
Powierzchnia zwierciadła wody według różnych źródeł wynosi od 6,2 ha do 11,45 ha.
Zwierciadło wody położone jest na wysokości 114,4 m n.p.m.
Północny brzeg jeziora przylega do drogi krajowej nr 10, przy której znajduje się parking dla wędkarzy.
W swej południowej części jezioro jest połączone ciekiem z pobliskim jeziorem Głębokim (Dobińskim).